# Sabrina Impacciatore
Sabrina Impacciatore, née le 29 mars 1968 à Rome (Italie), est une présentatrice et une actrice italienne jouant pour le théâtre, le cinéma et la télévision.

## Biographie
Elle suit des cours d’art dramatique et commence par le théâtre, jouant notamment pour le metteur en scène et acteur italien Carlo Alighiero. Repérée par Gianni Boncompagni, elle débute ensuite à la télévision comme présentatrice puis apparaît dans plusieurs séries télévisées et émissions. Elle fait sa première apparition au cinéma en 1999 dans le film Il compagno de Francesco Maselli. Elle joue ensuite dans le film Juste un baiser de Gabriele Muccino qui est un succès en Italie. Elle collabore en 2001 et 2003 avec Ettore Scola pour deux films : Concurrence déloyale et Gente di Roma.
Elle obtient un rôle de figuration dans La Passion du Christ de Mel Gibson en 2004 puis participe à Leçons d'amour à l'italienne de Giovanni Veronesi en 2005. Elle est ensuite à l'affiche de ...e se domani de Giovanni La Parola où elle joue l'un des rôles principaux. Elle remporte le prix d'interprétation féminine au festival du film italien d'Annecy pour ce rôle. En 2007, elle remporte un Ciak d'oro de la meilleure actrice dans un second rôle avec le film Napoléon (et moi) de Paolo Virzì. En 2010, elle joue à nouveau pour Gabriele Muccino dans la suite de Juste un baiser, Encore un baiser. En 2012, elle est présente dans la comédie française Pauline détective de Marc Fitoussi.

## Filmographie

### Cinéma
- 1999 : Il compagno de Francesco Maselli
- 1999 : Bar Roma de Antonio Consentino
- 2001 : Juste un baiser (L'Ultimo bacio) de Gabriele Muccino
- 2001 : Concurrence déloyale (Concorrenza sleale) d’Ettore Scola
- 2002 : Il mare, non c'è paragone d'Eduardo Tartaglia
- 2003 : Gente di Roma d'Ettore Scola
- 2003 : Al cuore si comanda de Giovanni Morricone
- 2004 : La Passion du Christ (The Passion of the Christ) de Mel Gibson
- 2005 : Leçons d'amour à l'italienne (Manuale d'amore) de Giovanni Veronesi
- 2005 : ...e se domani de Giovanni La Parola
- 2006 : Napoléon (et moi) (N (Io e Napoleone)) de Paolo Virzì
- 2007 : Signorina Effe de Wilma Labate
- 2007 : 2061 - Un anno eccezionale de Carlo Vanzina
- 2010 : Encore un baiser (Baciami ancora) de Gabriele Muccino
- 2010 : Diciotto anni dopo d'Edoardo Leo
- 2011 : Una donna per la vita de Maurizio Casagrande
- 2012 : Pauline détective de Marc Fitoussi
- 2013 : Amiche da morire de Giorgia Farina
- 2014 : Pane e burlesque de Manuela Tempesta
- 2018 : Une famille italienne (A casa tutti bene) de Gabriele Muccino
- 2021 : Sept Femmes de Alessandro Genovesi
- 2024 : In the Hand of Dante de Julian Schnabel
- 2025 : G20 de Patricia Riggen : Elena Romano

### Télévision

#### Séries télévisées et téléfilms
- 1997 : Disokkupati
- 2002 : Le ragioni del cuore de Luca Manfredi, Anna Di Francisca et Alberto Simone
- 2003 : Doppio agguato de Renato De Maria
- 2007 : Liberi di giocare de Francesco Miccichè
- 2008 : Donne assassine
- 2009 : Due mamme di troppo
- 2011 : L'amore non basta (quasi mai...) d'Antonello Grimaldi
- 2022 : The White Lotus

## Distinctions
- Premio Flaiano de la meilleure actrice dans un second rôle en 2001 pour Juste un baiser (L'Ultimo bacio).
- Prix d'interprétation féminine en 2005 pour E se domani au festival du film italien d'Annecy.
- Ciak d'oro de la meilleure actrice dans un second rôle en 2007 pour Napoléon (et moi) (N (Io e Napoleone)).
- Super Ciak d'oro (avec Sergio Castellitto, Claudia Gerini et Cristiana Capotondi) pour Amiche da morire.

## Sources
- (it) Cet article est partiellement ou en totalité issu de l’article de Wikipédia en italien intitulé « Sabrina Impacciatore » (voir la liste des auteurs).